# Yeóryios Tsítas
Yeóryios Tsítas (en grec moderne : Γεώργιος Τσίτας, aussi translittéré Georgios Tsitas), né en 1872, est un lutteur grec, vice-champion olympique lors des Jeux olympiques d'été de 1896 à Athènes.
Tsítas participe aux Jeux d'Athènes en lutte gréco-romaine, il est dispensé du premier tour, avant de battre en demi-finale le Grec Stéphanos Christópoulos. Il affronte en finale le gymnaste allemand Carl Schuhmann qui remporte l'épreuve. Interrompu après quarante minutes par l'obscurité de la nuit, la finale se poursuit le lendemain et se conclut en quinze minutes.

## Palmarès

### Jeux olympiques
- Jeux olympiques de 1896 à Athènes (Grèce) :
  - Lutte :
    -  Médaille d'argent dans l'épreuve de lutte gréco-romaine.